# Iglesia de Santa María (Siones)
La iglesia de Santa María es una iglesia románica ubicada en la población de Siones, en el municipio burgalés del Valle de Mena, en el extremo nororiental de la provincia. Se considera una de las obras de mayor importancia del arte románico en Burgos.
La construcción, de sillería, data de finales del siglo XII. Su origen exacto se desconoce, atribuyéndose por algunos autores a la Orden templaria.

## Arquitectura

### Exterior

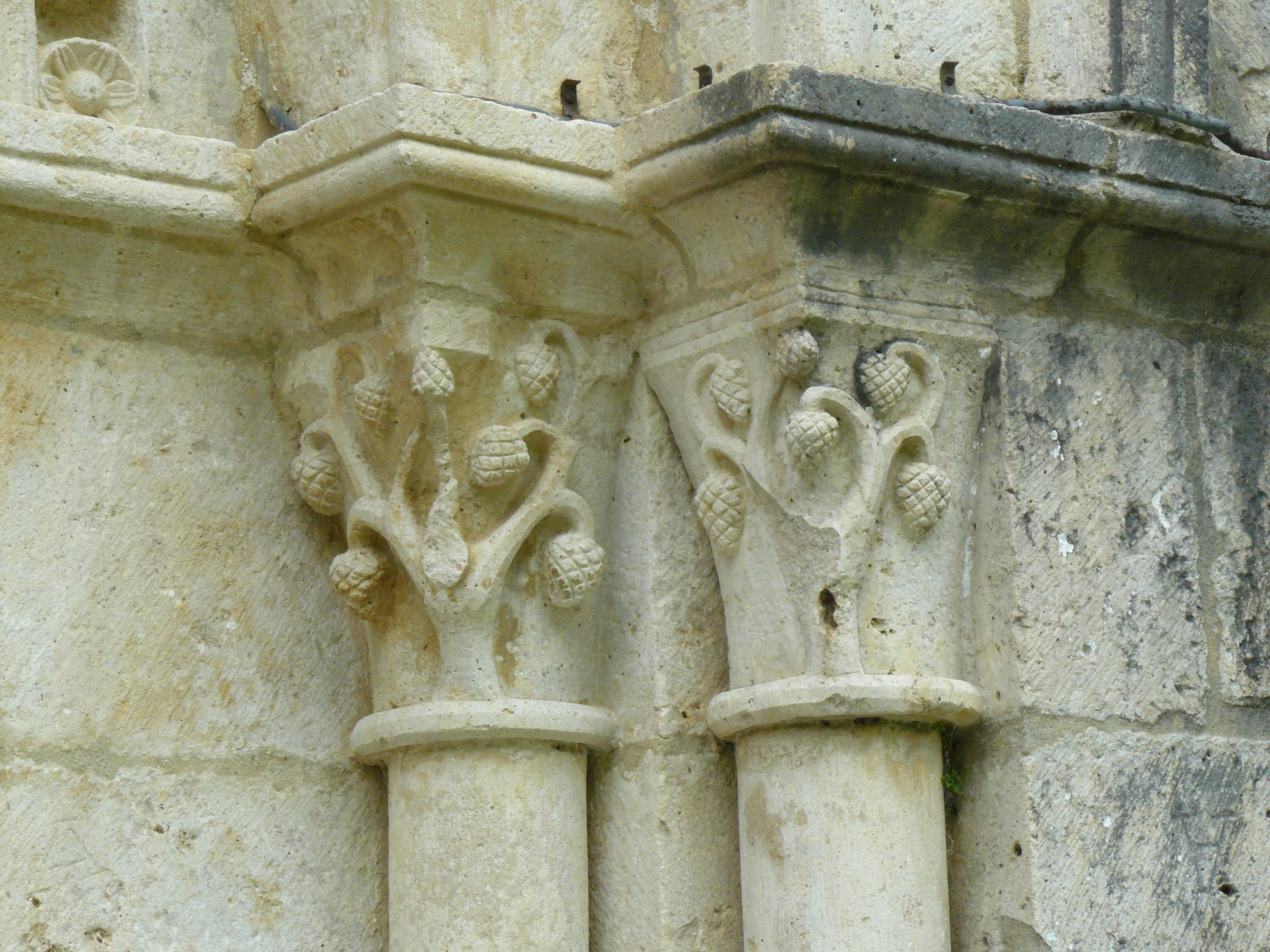
Capiteles de la portada meridional, representando el Árbol de la vida.

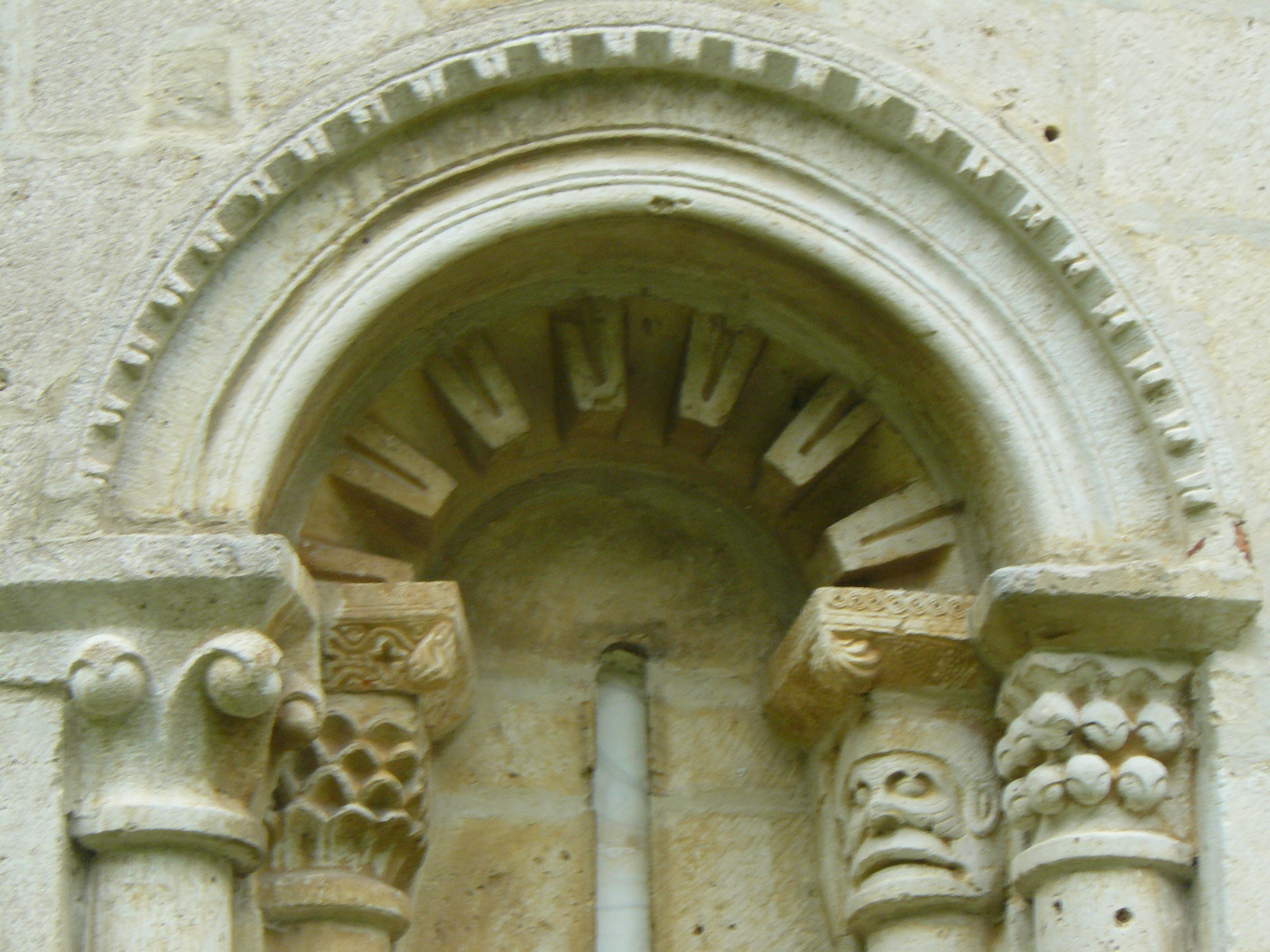
Detalle de una de las ventanas del ábside, con sus columnas, capiteles decorados, arquivoltas decoradas y guardapolvos.

El templo consta de una nave única, una torre en el crucero y un ábside al Este. La cabecera consta de un tramo recto, el presbiterio, que precede al ábside semicircular.
El ábside está dividido en 3 paños mediante dos columnas adosadas y una imposta lo recorre bajo las 3 ventanas abocinadas de medio punto que posee. Las ventanas cuentan con arcos adornados y columnas con capiteles. Las columnas del ábside cuentan con capiteles tallados y el alero que sostiene el tejado con canecillos.
La torre actual no es la original pero contiene elementos de la misma. Se encuentra sobre el crucero, de cortos brazos.
La nave cuenta con dos portadas, una en la fachada occidental y otra en la meridional. La occidental cuenta con 5 arquivoltas, sostenidas sobre jambas y 4 pares de columnas con capiteles decorados. La meridional es similar. El tejado se sustenta en una bóveda de crucería y de medio cañón.

### Interior
La decoración interior del templo es más rica que la exterior, debido a ser una construcción del románico tardío.
El ábside cuenta con una arquería doble formada por siete arcos apoyados en columnas esbeltas. Una de las arquerías se apoya sobre la otra. Una serie de capiteles decorados muestran escenas variadas: David y Goliat, Adán y Eva y escenas de la vida cotidiana.
El crucero cuenta con dos cortas extensiones laterales con bóvedas propias. Se encuentran decoradas con varias escenas. La entrada a estos edículos se realiza a través de dos arcos sobre columnas.